# 湯野村 (岡山県)
湯野村（ゆのそん）はかつて岡山県川上郡にあった村。現在の高梁市備中町西山・西油野・東油野になる。

## 概要

### 施設

#### 教育
- 富家小学校

#### 医療
- 成羽病院附属湯野診療所

#### 行政
- コミュニティハウス湯野荘（元湯野中学校）

#### 郵便
- 西山郵便局

#### その他
- 備中湖

## 沿革
- 1889年（明治22年）6月1日 - 町村制施行により、東湯野村、西湯野村、西山村が合併し発足。
- 1956年（昭和31年）9月30日 - 川上郡富家村、平川村、湯野村の3村が合併し町制を施行、備中町となる。
- 2004年（平成16年）10月1日 - 備中町は高梁市、上房郡有漢町、川上郡成羽町、川上町の対等合併により新・高梁市となる。